# بوب روك
البوب روك هي مزيج من موسيقى البوب وموسيقى الروك تستعمل الأسلوب الجذاب للبوب مع استعمال كلمات خفيفة وبشكل عام اغاني معتمدة على القيثارة. هناك تعريفات منوعة للكلمة تتراوح بين بطئ ونضج موسيقى الروك وبين الإيقاع السريع للبوب، يشير الدارسين ان موسيقى الروك هي المعاكس التام لموسيقى البوب وبالتالي فان معارضي البوب يصفونها بانها منتج تجاري رخيص مقارنة بموسيقى الروك.

## أغاني من نوع بوب روك
- لا تنفك قطرات المطر تتساقط على رأسي